# Registan

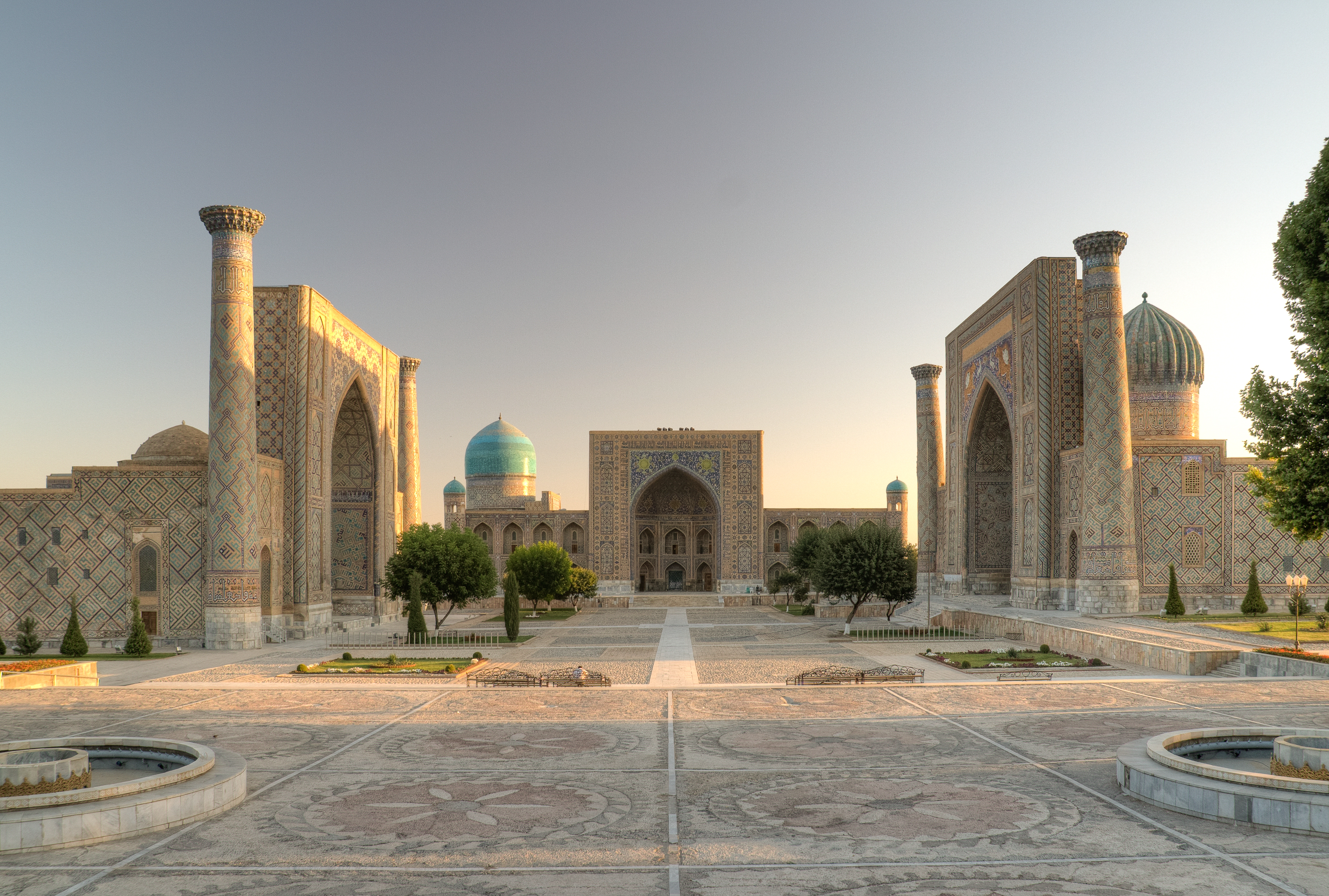
Registan gezien van uit het zuiden. Links de Ulugh Beg-madrassa, rechts de Sher Dor en in het midden de Tilla Kari.

Het Registan is het grote plein in het historische hart van Samarkand in Oezbekistan. Het plein wordt omringd door drie madrassa's. Het Registan werd in de 15e eeuw ontworpen door Ulug Bey en verfraaid door zijn opvolgers. De naam Registan betekent Plaats van zand, omdat dit ooit een zanderig marktplein was.

## Bouwwerken
Het rechthoekige plein wordt aan drie zijden omringd door madrassa's in de Perzisch-Timuridische stijl, die gekenmerkt wordt door grote iwans (toegangsgewelven) en tegelwerk van Lapis lazuli en bladgoud. De gebouwen worden geflankeerd door siertuinen. In het midden van het plein is een rituele wasplaats te vinden.
- De Ulugh Beg-madrassa staat aan de westelijke zijde. Deze is vernoemd naar zijn stichter Ulug Bey en werd gebouwd in de periode 1417 tot 1420. In het tegelwerk zijn sterren te zien vanwege Ulug Bey's liefde voor de astronomie.
- De Sher Dor staat aan de oostelijke kant en werd gebouwd in de periode 1619-1636. De naam betekent Leeuwendrager en in het tegelwerk zijn tijgers en mensen afgebeeld, iets wat volgens de Koran niet toegestaan is. Achter de Sher Dor is een bazaar te vinden.
- De Tilla Kari werd gebouwd in de periode 1646-1660. De naam betekent Vergulde Deze heeft een grote gebedshal met koepel en diende ook als vrijdagmoskee.

## Geschiedenis
In 1370 riep Timoer Lenk de stad Samarkand uit tot hoofdstad van het door hem gestichte Koninkrijk van de Timoeriden. Hij liet grote bouwwerken oprichten en maakte hierbij gebruik van ambachtslieden die hij tijdens zijn veroveringen gevangen liet nemen. Zijn kleinzoon Ulug Bey liet rond het marktplein een aantal moskeeën, karavanserais en madrassa's bouwen. Het belangrijkste gebouw was de Ulugh Beg-madrassa die in de periode 1417 tot 1420 werd gebouwd. Alle andere gebouwen zouden later vervangen worden door de andere twee madrassa's. Ulug Bey had een grote liefde voor de wiskunde en de astronomie en deze wetenschappen speelden naast de Koranstudie een belangrijke rol in de madrasa's. Het plein en zijn gebouwen zijn in de periode 1932-1952 geheel gerestaureerd. In 2001 werden deze werelderfgoed.

## Afbeeldingen

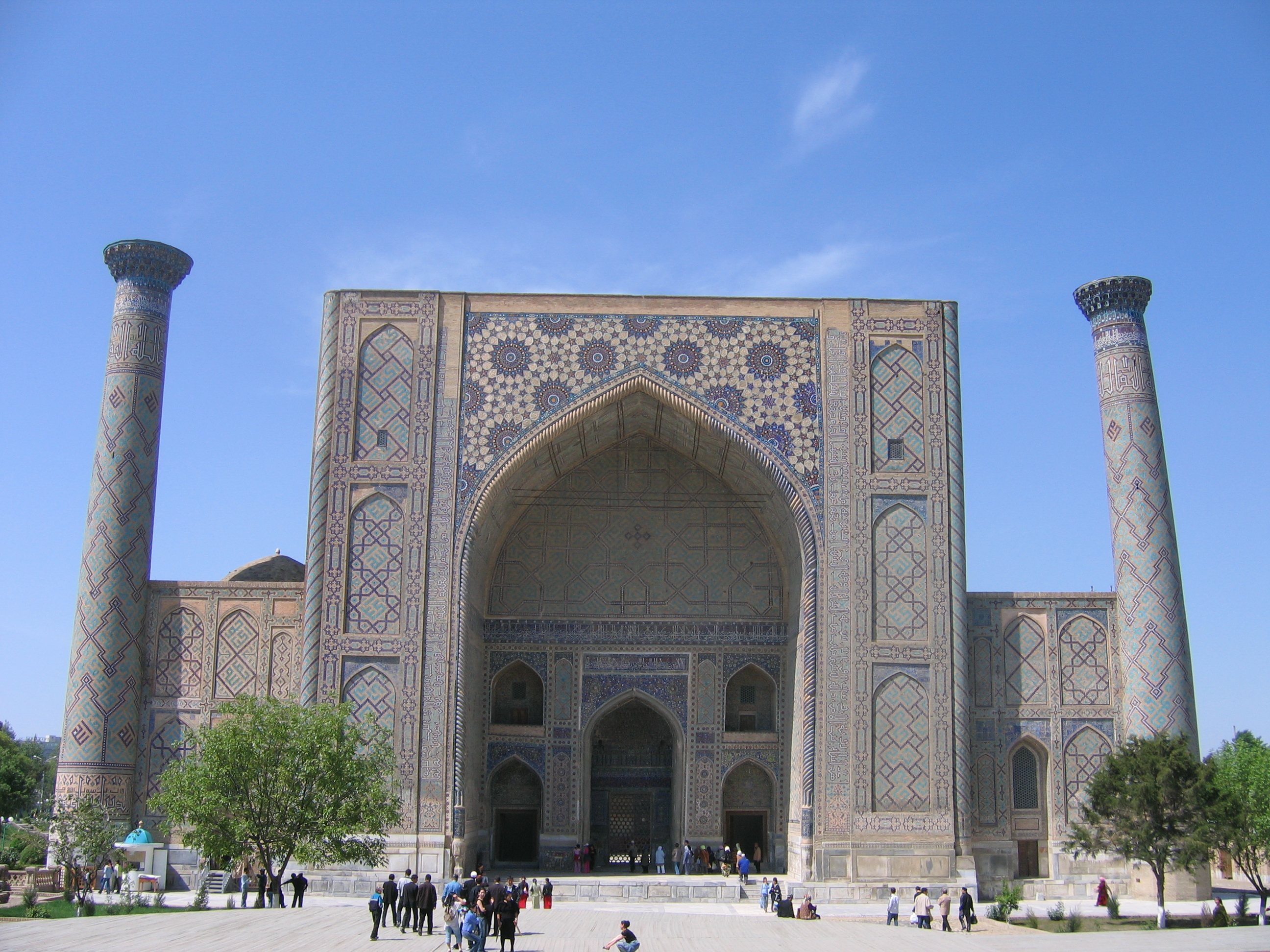
Ulugh Beg-madrassa
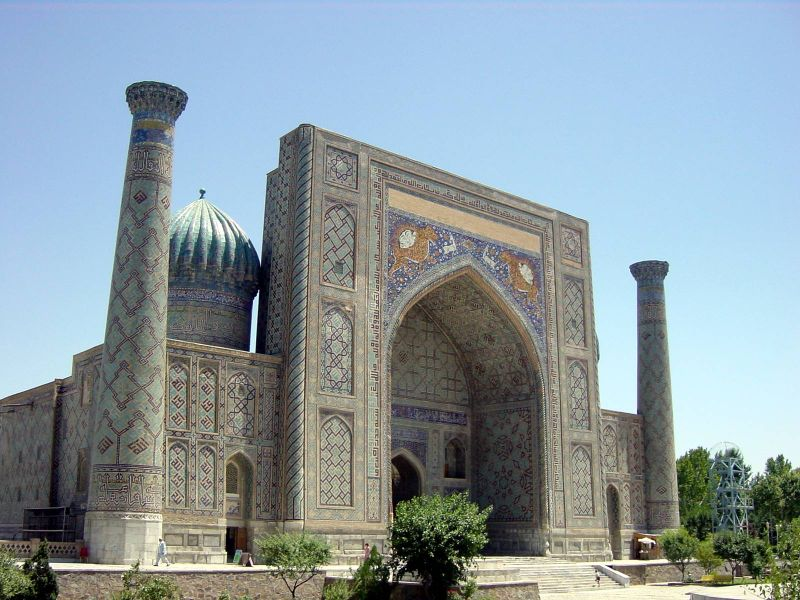
Sher Dor
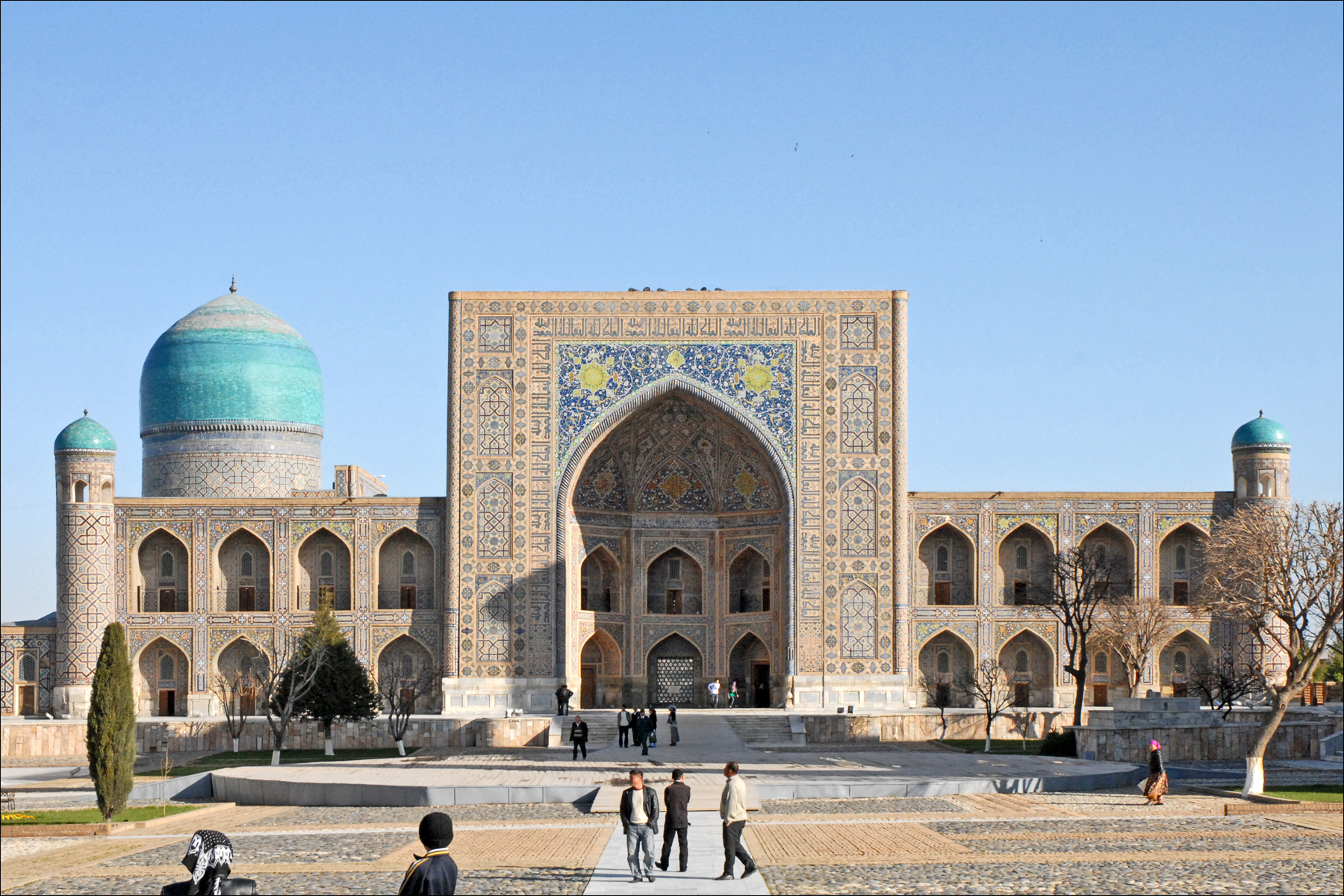
Tilla Kari
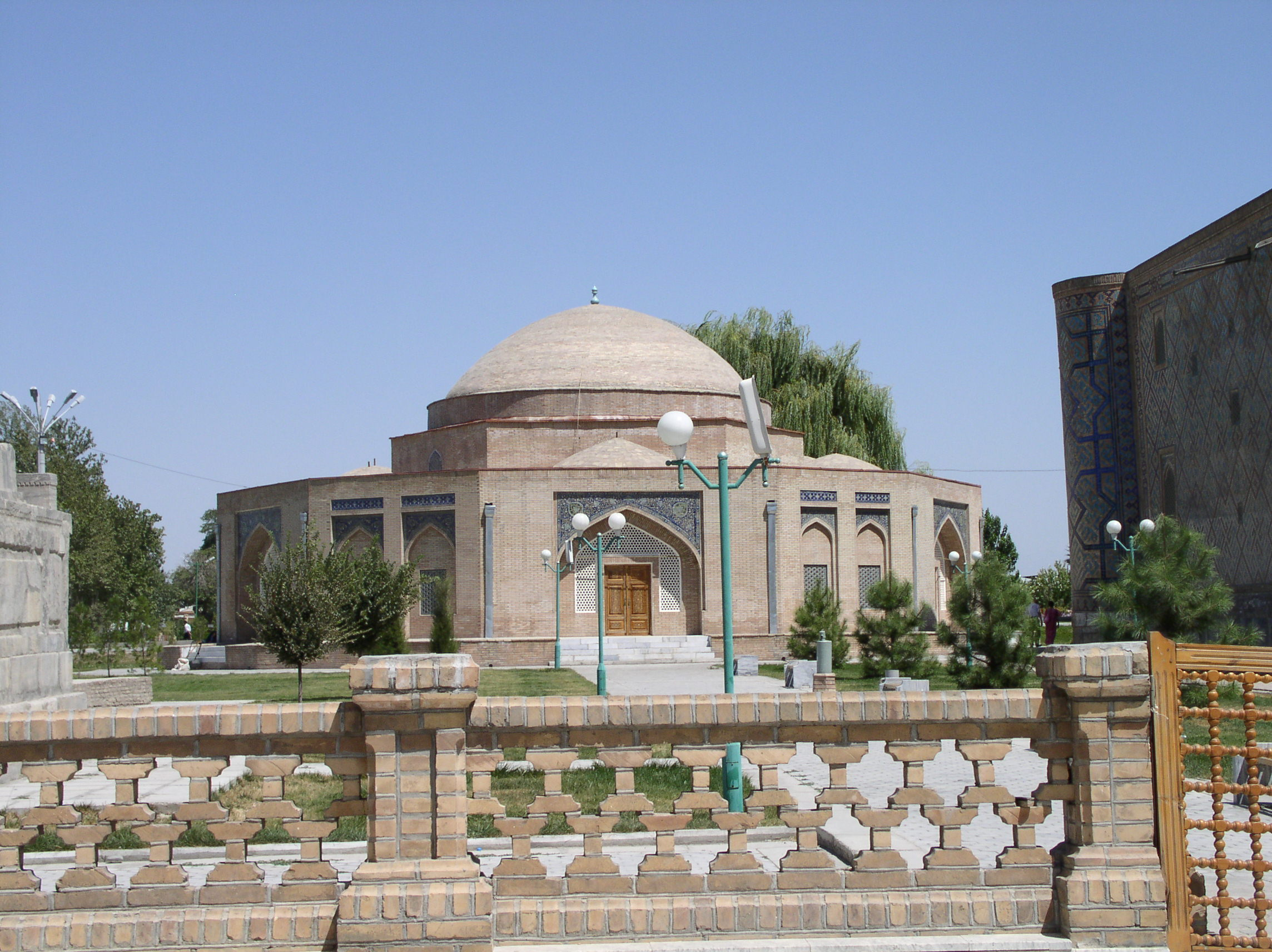
De bazaar

- Gemeinsame Normdatei: 4424397-2